# Crescent (Amtrak)
A Crescent egy vasúti járat az USA-ban. Az Amtrak üzemelteti 1979. február 1. óta. A legutolsó pénzügyi évben összesen 295 180 (2019) utas utazott a járaton, naponta átlagosan 809 (2019) utasa volt.